# Praemium Imperiale
De Praemium imperiale is een kunstprijs uitgereikt door de Japanse Art Association. De prijs wordt gezien als de Nobelprijs voor Kunsten. 

## De prijs
In 5 categorien worden jaarlijks 5 laureaten aangewezen. Aan de prijs hangt een geldbedrag vast. 

## Winnaars
Lijst van winnaars uit ons taalgebied:
- 2018 - Kunstschilder - Pierre Alechinsky[1]
- 2025 - podiumkunsten en Film - Anne Teresa De Keersmaeker (36ste editie)[2]